# I liga 2018-2019
La I liga 2018-2019 è stata la 71ª edizione della seconda serie del campionato polacco di calcio, dal momento in cui ha assunto tale denominazione. Il torneo è iniziato il 21 luglio 2018 ed è terminato il 19 maggio 2019. Il Raków Częstochowa, si è laureato campione, venendo promosso assieme all'ŁKS in Ekstraklasa.

## Squadre partecipanti
| Squadra                      | Città            | Stadio                                                     | Capienza |
| ---------------------------- | ---------------- | ---------------------------------------------------------- | -------- |
| Bytovia Bytów                | Bytów            | Stadion MOSiR                                              | 2 043    |
| Bruk-Bet Termalica Nieciecza | Nieciecza        | Stadion Bruk-Bet Termaliki                                 | 4 653    |
| Chojniczanka Chojnice        | Chojnice         | Stadio municipale                                          | 3 000    |
| Chrobry Głogów               | Głogów           | Stadio Chrobego                                            | 2 817    |
| Garbarnia Cracovia           | Cracovia         | Stadion Garbarni                                           | 963      |
| GKS Jastrzębie               | Jastrzębie-Zdrój | Stadio municipale                                          | 6 800    |
| GKS Katowice                 | Katowice         | Stadion GKS Katowice                                       | 9 511    |
| GKS Tychy                    | Tychy            | Stadio municipale                                          | 15 300   |
| ŁKS                          | Łódź             | Stadio municipale                                          | 5 700    |
| Odra Opole                   | Opole            | Stadio municipale                                          | 4 250    |
| Podbeskidzie Bielsko-Biała   | Bielsko-Biała    | Stadio municipale                                          | 15 316   |
| Puszcza Niepołomice          | Niepołomice      | Stadio municipale                                          | 2 118    |
| Raków Częstochowa            | Częstochowa      | Stadio municipale                                          | 4 200    |
| Sandecja Nowy Sącz           | Nowy Sącz        | Stadio Władysław Augustynek                                | 2 988    |
| Stal Mielec                  | Mielec           | Stadio del Centro sportivo e ricreativo comunale di Mielec | 6 800    |
| Stomil Olsztyn               | Olsztyn          | Stadio OSiR                                                | 3 500    |
| Warta Poznań                 | Poznań           | Stadio Dyskobolia                                          | 6 800    |
| Wigry Suwałki                | Suwałki          | Stadio municipale                                          | 3 060    |

## Classifica finale
|  | Pos. | Squadra               | Pt | G  | V  | N  | P  | GF | GS | DR  |
|  | ---- | --------------------- | -- | -- | -- | -- | -- | -- | -- | --- |
|  | 1.   | Raków Częstochowa     | 70 | 34 | 20 | 10 | 49 | 54 | 22 | +32 |
|  | 2.   | ŁKS                   | 69 | 34 | 20 | 9  | 5  | 58 | 23 | +35 |
|  | 3.   | Stal Mielec           | 64 | 34 | 18 | 10 | 6  | 59 | 28 | +31 |
|  | 4.   | Sandecja Nowy Sącz    | 55 | 34 | 14 | 13 | 7  | 35 | 29 | +6  |
|  | 5.   | GKS Jastrzębie        | 48 | 34 | 12 | 12 | 10 | 43 | 38 | +5  |
|  | 6.   | Podbeskidzie          | 48 | 34 | 13 | 9  | 12 | 52 | 46 | +6  |
|  | 7.   | GKS Tychy             | 47 | 34 | 12 | 11 | 11 | 48 | 41 | +7  |
|  | 8.   | Nieciecza             | 46 | 34 | 12 | 10 | 12 | 45 | 46 | -1  |
|  | 9.   | Puszcza Niepołomice   | 44 | 34 | 12 | 8  | 14 | 37 | 45 | -8  |
|  | 10.  | Chojniczanka Chojnice | 42 | 34 | 10 | 12 | 12 | 49 | 49 | 0   |
|  | 11.  | Stomil Olsztyn        | 40 | 34 | 11 | 10 | 13 | 38 | 43 | -5  |
|  | 12.  | Odra Opole            | 40 | 34 | 10 | 10 | 14 | 47 | 58 | -11 |
|  | 13.  | Warta Poznań          | 39 | 34 | 10 | 9  | 15 | 31 | 43 | -12 |
|  | 14.  | Chrobry Głogów        | 39 | 34 | 10 | 9  | 15 | 29 | 39 | -10 |
|  | 15.  | Wigry Suwałki         | 37 | 34 | 9  | 10 | 15 | 40 | 56 | -16 |
|  | 16.  | Bytovia Bytów         | 37 | 34 | 7  | 16 | 11 | 45 | 50 | -5  |
|  | 17.  | GKS Katowice          | 37 | 34 | 9  | 10 | 15 | 34 | 45 | -12 |
|  | 18.  | Garbarnia Cracovia    | 21 | 34 | 5  | 6  | 23 | 21 | 64 | -43 |

Legenda:

      Promosse in Ekstraklasa 2019-2020

      Retrocesse in II liga 2019-2020

Tre punti a vittoria, uno a pareggio, zero a sconfitta.
La classifica viene stilata secondo i seguenti criteri:
- Punti conquistati
- Punti conquistati negli scontri diretti
- Differenza reti negli scontri diretti
- Reti realizzate negli scontri diretti
- Goal fuori casa negli scontri diretti (solo tra due squadre)
- Differenza reti generale
- Reti totali realizzate
- Fair-play ranking

## Statistiche

### Classifica marcatori
| Gol |  |  | Giocatore         | Squadra                    |
| --- |  |  | ----------------- | -------------------------- |
| 12  |  |  | Valērijs Šabala   | Podbeskidzie Bielsko-Biała |
| 11  |  |  | Grzegorz Lech     | Stomil Olsztyn             |
| 10  |  |  | Adrian Błąd       | GKS Katowice               |
| 10  |  |  | Łukasz Grzeszczyk | GKS Tychy                  |
| 10  |  |  | Rafał Kujawa      | ŁKS Łódź                   |
| 10  |  |  | Bartosz Nowak     | Stal Mielec                |